# بريطانيون أفارقة

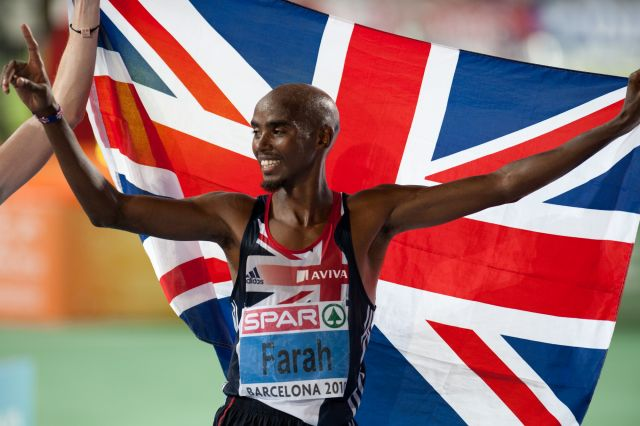

البريطانيون السود بريطانيون من أصل أفريقي أسود، خصوصاً أولئك الذين من خلفية أفريقية كاريبية. استخدم هذا المصطلح في خمسينات القرن العشرين للإشارة إلى الأشخاص السود من المستعمرات البريطانية السابقة في جزر الهند الغربية (أي الكومنولث الجديد) وأفريقيا، الذين هم من سكان المملكة المتحدة ويعتبرون أنفسهم بريطانيين. وهناك آخرون أيضاً من المستعمرات السابقة الناطقة بالفرنسية في أفريقيا مثل السنغال وجمهورية الكونغو الديمقراطية (والتي كانت بلجيكية)، ومازال العديد من الأفارقة السود في بريطانيا يتحدثون الفرنسية، وكذلك لغاتهم الأصلية الخاصة بها.
مصطلح «السود» حصلت على مر التاريخ في عدد من التطبيقات كتسمية عرقية وسياسية، ويمكن استخدامه في سياق أوسع الاجتماعية والسياسية، لتشمل نطاقا أوسع من غير الأوروبيين الأقليات العرقية في بريطانيا، رغم أن هذا هو المثير للجدل وغير القياسية تعريف.
يصنف البريطانيون السود في المقام الأول باعتبارها فئة رسمية في التصنيفات العرقية بالإحصاءات الوطنية المملكة المتحدة، حيث تـُقسم إلى «الكاريبين»، و«الأفارقة» و «الجماعات السوداء الأخرى».
ازداد عدد السكان السود من 1.1 مليون إلى أكثر من 1.5 مليون بين عامي 2001 و2009، بنسبة نمو بلغت 40٪. للمملكة المتحدة ثاني أكبر نسبة من السكان السود في أوروبا بعد فرنسا.